# فافنشلاگ بای وایدهوفن
فافنشلاگ بای وایدهوفن (به آلمانی: Pfaffenschlag bei Waidhofen) یک منطقهٔ مسکونی در اتریش است که در ناحیه وایدهوفن آن در تایا واقع شده‌است. فافنشلاگ بای وایدهوفن ۲۹٫۶۷ کیلومتر مربع مساحت دارد ۵۷۰ متر بالاتر از سطح دریا واقع شده‌است.